# George W. Ashburn
Pour les articles homonymes, voir Ashburn.
George W. Ashburn, né le 13 avril 1814 en Caroline du Nord et mort le 30 mars 1868 à Columbus en Géorgie, est un homme politique américain de l'État de Géorgie assassiné par le Ku Klux Klan pour ses sympathies envers les Afro-Américains. Il est la première victime du Ku Klux Klan  en Géorgie.